# Plaza de Cibeles
Plaza de Cibeles je trg neoklasicističnega kompleksa marmornih kipov s fontanami, ki je postal ikona mesta Madrid. Stoji na križišču Calle de Alcalá (ki poteka od vzhoda proti zahodu), Paseo de Recoletos (na severu) in Paseo del Prado (na jugu). Plaza de Cibeles je bil prvotno imenovan Plaza de Madrid, ki pa ga je leta 1900 Mestni svet poimenoval Plaza de Castelar, ki ga je na koncu nadomestilo njegovo sedanje ime.
Trenutno je omejen s štirimi uglednimi stavbami: Banka Španije, Palacio de Buenavista, Palacio de Linares in palača Cibeles. Ti objekti se nahajajo v štirih različnih soseskah in treh različnih sosednjih okrožjih: Centro, Retiro in Salamanca.
Z leti je trg z vodnjakom postal eden od simbolov mesta Madrid.

## Zgodovina
Kraj kjer se Plaza de Cibeles nahaja danes, je bil včasih del gozdnate vzdolžne osi, ki je v času renesanse ločevala urbani del Madrida od različnih samostanskih in palačnih kompleksov. Sestavljen je bil iz treh glavnih delov, znanih kot Prado de los Recoletos Agustinos (zdaj Paseo de Recoletos), Prado de los Jeronimos (kar ustreza zdaj Paseo del Prado) in Prado de Atocha.
Prva pomembna reforma te osi je bila izvedena pod Filipom II. leta 1570. V osemnajstem stoletju, v času vladavine Karla III. pa se je začela nova obnova.

## Vodnjak Kibele
Vodnjak Kibele leži v delu Madrida običajno imenovanem Paseo de Recoletos. Ta vodnjak je poimenovan po Kibeli, frigijski boginji, ki je imela pomemben kult v Rimu in je videti kot eden najpomembnejših simbolov Madrida. Vodnjak upodablja boginjo, ki sedi na vozu, v katerega sta vprežena dva leva. Vodnjak je bil zgrajen v času vladanja Karla III. in ga je zasnoval Ventura Rodríguez med letoma 1777 in 1782. Boginja in voz sta delo Francisca Gutiérreza in levov Roberta Michela. Vodnjak je prvotno stal zraven palače Buenavista, na sedanjo lokacijo na sredi trga so ga preselili v poznem 19. stoletju. Do 19. stoletja sta tako Neptunov vodnjak in vodnjak Kibele gledala neposredno drug na drugega, dokler mestni svet ni odločil, da jih obrnejo z obrazom proti središču mesta.
Na eni strani vodnjaka Kibele se začne Paseo de Recoletos in teče proti severu, kjer se poveže s Paseo de la Castellana. Na drugi strani se začne Paseo del Prado in se odpravi na jug proti Neptunovemu vodnjaku na Plaza de Cánovas del Castillo in do postaje Atocha. Calle de Alcalá je ulica, ki seka vodnjak od vzhoda proti zahodu.
Vodnjak Kibele je posvojil nogometni klub Real Madrid, katerega navijači uporabljajo območje za praznovanje svojih zmag na tekmovanjih, kot so La Liga, Liga prvakov in Copa del Rey. Zastava Real Madrida je običajno zavita okoli kipa Kibele.

## Palača Cibeles
Najpomembnejša stavba na trgu Plaza de Cibeles je palača Cibeles (prvotno imenovana Palacio de Comunicaciones). Podobna katedrali je bila zgrajena leta 1909, arhitekt Antonio Palacios, kot sedež pošte. Ta impresivna zgradba je bila sedež muzeja Pošte in telekomunikacij do leta 2007, ko je stavba postala mestna hiša Madrida (Ayuntamiento de Madrid).

## Banco de España
Po Paseo de Prado od mestne hiše stoji Banka Španije. Nahaja se nasproti generalštaba španske vojske. Najstarejši del ogromne stavbe, ki meji na Plaza de Cibeles, je bila zgrajena med 1882 in 1891. V celotnem dvajsetem stoletju, so bili zgrajeni trije podaljški. Prvi izmed njih je med letoma 1930 in 1934 in drugi med letoma 1969 in 1975. Najnovejša razširitev je bila dodana v letu 2006 in jo je zasnova Rafael Moneo. Vsak arhitekt je upošteval izvirno postavitev objekta od njegove ustanovitve. Notranjost, 30 m pod nivojem je področje, kjer  centralna banka hrani svoje zlato. Preden je bila nameščena sodobna varnost, je bil prostor poplavljen v primeru nevarnosti, ki prihaja od vodnjaka Kibele.

## Palača Linares
Nasproti Banke Španije stoji Palacio de Linares. Baročna palača je bila zgrajena leta 1873, za bogatega bankirja José de Murga. Stoletje pozneje je bila zaradi slabega stanja, v letu 1992 v celoti obnovljena. Trenutno je to hiša Casa de America, kulturni center, v katerem je predstavljena predvsem na latinskoameriška umetnost. V stavbi pravijo, da strašijo duhovi prvega lastnika, ki je pustil svoje premoženje v Novem svetu.

## Palača Buenavista
Vojvodinja Alba je zgradila palačo leta 1777 po modelu Pedra de Arnala. Obdana je z vrtom v francoskem slogu Ventura Rodrígueza. Je sedež španske vojske. Krona je postala  lastnik po smrti vojvodinje Albe, postala vojno ministrstvo od leta 1847 do leta 1939, ko je bila oddana španski vojski za njen sedež.